# 톨레도 대성당
톨레도 대성당(스페인어: Catedral de Santa María de Toledo)은 스페인 카스티야라만차 지방 톨레도에 있는 가톨릭 성당이다. 1227년, 카스티야 왕 페르난도 3세 시대에 건설이 시작되어, 가톨릭 군주 시대인 1493년에 완성되었다.